# Escudo de San Juan de Énova
El escudo de armas de San Juan de Énova es un símbolo del municipio español de San Juan de Énova, oficialmente Sant Joan de l'Ènova, y se describe, según la terminología precisa de la heráldica, por el siguiente blasón:

«Escudo cuadrilongo de punta redonda cortado y medio partido: primero de sinople, una torre de plata; segundo de gules, un palacio de oro; tercero de oro, dos palos de sable. Al timbre, corona real abierta.»

## Diseño
La composición del escudo está formada sobre un fondo en forma de rectángulo con la parte inferior redondeada, teniendo una proporción de 6 de alto por 5 de ancho. Esta forma, se denomina técnicamente como cuadrilongo de punta redonda, llamada también por algunos como ibérica o española. El escudo está dividido horizontalmente y la parte inferior verticalmente (cortado y medio partido). El primero cuartel, es de color verde intenso (sinople) y tiene una única carga, una representación heráldica de una torre, con su puerta y ventanas de color blanco o gris claro ( plata, también llamado argén). El segundo cuartel es de color rojo intenso (gules) con la representación heráldica de un palacio de color amarillo intenso (oro). El tercer cuartel es de color amarillo vivo (oro) cargado con dos franjas verticales situadas de forma homogénea al ancho del cuartel ocupando verticalmente toda la altura (palos) de color negro (sable). 
El escudo está acompañado en la parte superior de un timbre en forma de corona real abierta, que tiene el mismo diseño que la corona de infante.

## Historia
Este blasón fue aprobado el 28 de abril de 2005 y publicado en el DOGV número 5.012 de 24 de mayo del mismo año.
El escudo actual representa la torre de Énova. El palacio sobre gules provine de las armas de los Montpalau (de gules, un monte de oro sumado de un palacio de plata) y de los Bellvís (de oro, dos palos de sable), antiguos señores juridisccionales.